# Alfabeto N'Ko

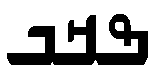
La parola N'Ko (Io dico) in alfabeto N'Ko.

L'alfabeto N'Ko (ߒߞߏ) è un alfabeto ideato dallo scrittore guineano Solomana Kante nel 1949, come sistema di scrittura per le lingue mandé dell'Africa occidentale. N'Ko significa infatti Io dico in tutte le lingue mandé.
Lo N'Ko ha alcune somiglianze con l'alfabeto arabo, come la direzione da destra a sinistra e la legatura tra i grafemi. I toni, così come le vocali, vanno obbligatoriamente segnati. Il suo organismo normativo è l'Associazione Kurukan fuwa gbara. Nel 2006 è stata approvata la codifica dello N'Ko nel sistema Unicode 5.0 (2006), e gli è stato assegnato il codice ISO 15924 «Nkoo».
N'Ko è anche il nome di un linguaggio (ISO 639-3:nqo) che rappresenta una varietà letteraria delle lingue mandé: è inteso come una sorta di koinè, basato sul continuum dialettale delle lingue mandingo (che rappresentano un sottogruppo delle lingue mandé), anche se risente soprattutto dell'influsso del maninka, la varietà mandé parlata in Guinea.
La lingua N'Ko è talvolta trascritta anche in caratteri arabi o latini, con alcune lettere aggiuntive che derivano direttamente dall'alfabeto fonetico internazionale, come ɔ o ɛ.

## Origini
Le lingue mandé sono un gruppo di lingue largamente intelligibili tra loro diffuse tra i popoli Mandé dell'Africa Occidentale. Sebbene la tradizione orale di questi popoli, storicamente tramandata dai Griot, poeti e cantastorie itineranti, sia ricchissima, non è mai esistita una forma scritta per queste lingue, che venivano rese principalmente in caratteri arabi o, dopo la conquista europea dell'Africa, latini. Solomana Kante creò quindi questo sistema di scrittura per contrastare quella che lui sentiva come una credenza diffusa, cioè il fatto che quello africano fosse un popolo senza cultura.
La data di nascita dello N'Ko è convenzionalmente stabilita il 14 aprile 1949. L'alfabeto N'Ko fu utilizzato inizialmente nella città di Kankan, in Guinea, per la lingua Maninka di quel paese. Da allora si è diffuso anche per le altre lingue del gruppo Mandè (che sono, come detto, piuttosto simili tra loro e rappresentano una sorta di continuum linguistico). L'introduzione dello N'Ko ha dato vita a un movimento teso a promuovere l'alfabetizzazione tanto tra i popoli francofoni che anglofoni dell'Africa Occidentale, ed è stata fondamentale nel rinforzare l'identità Mandé in Guinea e in altre parti dell'Africa Occidentale.

## Lettere
L'alfabeto consta di 7 vocali e 20 consonanti.

### Vocali
| ɔ | o | u | ɛ | i | e | a |
| ߐ | ߏ | ߎ | ߍ | ߌ | ߋ | ߊ |
|   |   |   |   |   |   |   |

### Consonanti
| ra | da | cha | ja | ta  | pa | ba  |
| ߙ  | ߘ  | ߗ   | ߖ  | ߕ   | ߔ  | ߓ   |
|    |    |     |    |     |    |     |
| ma | la | ka  | fa | gba | sa | rra |
| ߡ  | ߟ  | ߞ   | ߝ  | ߜ   | ߛ  | ߚ   |
|    |    |     |    |     |    |     |
| n' |    | ya  | wa | ha  | na | nya |
| ߒ  |    | ߦ   | ߥ  | ߤ   | ߣ  | ߢ   |
|    |    |     |    |     |    |     |